# Richard Wellesley, Hầu tước Wellesley thứ 1
Richard Colley Wellesley, Hầu tước Wellesley thứ 1 (20/06/1760 - 26/09/1842) là một chính trị gia và quản lý thuộc địa người Anh-Ireland. Ông được phong Tử tước xứ Wellesley cho đến năm 1781, sau đó ông nhận tước vị Bá tước thứ 2 của Mornington từ cha mình. Năm 1799, ông được phong Hầu tước Mornington theo hệ thống quý tộc Ireland. Từ năm 1798 đến năm 1805, ông được bổ nhiệm làm Toàn quyền Ấn Độ, và sau đó ông giữ chức Ngoại trưởng trong Nội các Anh, đồng thời là Lãnh chúa Ireland. Ông là Toàn quyền thứ 5 của Ấn độ (1798 - 1805). Năm 1799, ông đã mô tả kẻ thù của mình là một bạo chúa tàn ác cần phải loại bỏ, đồng thời tiến hành một cuộc xâm lược vào Vương quốc Mysore và đánh bại vị vua của nó là Tippu Sultan trong một trận chiến lớn.
Ông là con trai cả của Bá tước thứ 1 xứ Mornington, và mẹ là Anne, con gái lớn của Tử tước thứ nhất xứ Dungannon. Em trai của ông là Arthur Wellesley, Công tước thứ nhất của Wellington, người đứng đầu liên quân đánh bại Hoàng đế Napoleon tại Trận Waterloo. Wellesley chính là ông cố ngoại của Elizabeth Bowes-Lyon, vợ của Vua George VI.

## Giáo dục và cuộc sống đầu đời
Wellesley sinh năm 1760 tại Lâu đài Dangan ở quận Meath, Ireland, nơi gia đình ông thuộc dòng dõi Ascendancy, tầng lớp quý tộc Anh-Ireland cũ. Ông được học tại Trường Hoàng gia, Armagh, Trường Harrow và Eton College, nơi ông tự nhận mình là một học giả cổ điển, và tại Nhà thờ Chúa Kitô, Oxford. Ông là một trong số ít người được học ở cả Harrow và Eton.
Năm 1780, ông bước vào Hạ viện Ireland với tư cách là đại diện của khu vực bầu cử Trim cho đến 1 năm sau, khi cha ông qua đời, ông tiếp nhận tước vị Bá tước thứ 2 của Mornington và nắm giữ ghế Thượng nghị sĩ tại Viện quý tộc Ireland.